# Emmaketen
De Emmaketen is een bergketen in het district Sipaliwini in Suriname. De bergketen bevindt zich tussen de stroomgebieden van de Saramacca en de Coppename.
De lengte is circa 28 kilometer en er is van zuid naar noord een stijgend verloop. In het zuiden heeft de bergketen een breedte van circa 1,5 kilometer en een hoogte van 750 meter. In het noorden is de breedte wisselend tussen de drie en vijf kilometer. Hier liggen de toppen IJzermantop (815 m), Gonggryptop (940 m), Staheltop (915 m) en Hendriktop (1030 m). 
De keten ligt ten noorden van de Tafelberg waarmee het geologische overeenkomsten heeft. De vegetatie bestaat uit bos en op sommige plekken savannevegetatie en moerasbossen. Het gebied is rijk aan varens.
Dit gebied is nagenoeg onbewoond. De omgeving rond de Hendriktop werd rond 1902 door Van Stockum en rond 1922 door Stahel en Gonggryp onderzocht. In 1959 vond er de wetenschappelijke Emmaketen-expeditie plaats. De keten werd vernoemd naar koningin Emma.